# Марк Курт
Марк Курт (англ. Marc Courte) (1958) — люксембурзький дипломат. Надзвичайний і Повноважний посол Люксембургу в Україні за сумісництвом.

## Життєпис
Народився у 1958 році в Люксембурзі. Отримав докторський ступень з історії Африки в Парижі.
Займав різні посади в Міністерстві закордонних справ (МЗС), в тому числі заступника директора департаменту з міжнародної торгівлі та пов'язаних з протоколом. Очолював відділ біометричних паспортів та віз Міністерства закордонних справ Люксембургу.
З 2005 по 2007 рр. — Надзвичайний і Повноважний Посол Люксембургу в Чехії та в Україні за сумісництвом.
3 листопада 2005 року — вручив вірчі грамоти Президенту України Віктору Ющенку
У 2007—2011 рр. — Надзвичайний і Повноважний Посол Люксембургу в Індії